# Biserica Sfântul Ioan din Vălenii de Munte
Biserica Sfântul Ioan este un edificiu religios din Vălenii de Munte.
În fața bisericii a stat mărturie peste timp de 400 de ani un plop (Populus nigra), dezafectat înainte de 1989. De-a lungul timpului la Biserica „Sfântul Ioan” a avut loc mai multe incidente. În 1977, biserica este fisurată în urma cutremurului, finnd necesare ample lucrări de consolidare. Edificiul este resfințit în 1998 ca urmare a finalizării picturii interioare. La 12 august 1999 biserica arde aproape complet ca urmare a unui scurtcircuit la instalația electrică. Seceta foarte mare din acel an face inutilă intervenția pompierilor.
În 2001 sunt demarate lucrările pentru reconstrucția Bisericii „Sfântul Ioan”, sub îndrumarea părintelui Anton Tiberiu Laurențiu, preot al parohiei din anul 1998. În același an sunt întocmite planurile noii biserici de către un arhitect al Patriarhiei Române și sunt obținute aprobările necesare demararii construcției. Fundația este turnată în 2002.
În prezent slujbele se țin în capela Bisericii Sfântul Ioan.